# Varāghūl
Varāghūl (persiska: Vārghūl, وراغول, ابراهيم کندی) är en ort i Iran.   Den ligger i provinsen Ardabil, i den nordvästra delen av landet, 400 km nordväst om huvudstaden Teheran. Varāghūl ligger 1 262 meter över havet och antalet invånare är 272.
Terrängen runt Varāghūl är kuperad. Runt Varāghūl är det ganska tätbefolkat, med 139 invånare per kvadratkilometer. Närmaste större samhälle är Meshgīn Shahr, 4,6 km söder om Varāghūl. Trakten runt Varāghūl består i huvudsak av gräsmarker.